# Nestor Silwaj
Nestor Nestorowycz Silwaj, ukr. Нестор Нестерович Сільвай, ros. Нестор Нестерович Сильвай, Niestor Niestorowicz Silwaj (ur. 8 stycznia 1927, zm. ? w Równem) – ukraiński piłkarz, grający na pozycji pomocnika, trener piłkarski.

## Kariera piłkarska
Występował w klubach Dynamo Czerniowce i Spartak Stanisławów.

## Kariera trenerska
Po zakończeniu kariery piłkarza rozpoczął pracę szkoleniowca. W czerwcu 1954 został mianowany na stanowisko przewodniczącego Komitetu Kultury Fizycznej i Sportu w Stanisławowie, ale popracował tam krótko. W 1962 stał na czele Kołhospnyka Równe. Do połowy 1971 ponownie prowadził Horyń Równe.
Potem sędziował mecze piłkarskie i pracował w organizacjach sportowych m. Równe.